# Muncang (Bodeh)
Muncang is een bestuurslaag in het regentschap Pemalang van de provincie Midden-Java, Indonesië. Muncang telt 4820 inwoners (volkstelling 2010).